# Biblioteca del futuro
La Biblioteca del futuro (in norvegese Framtidsbiblioteket; in inglese Future Library) è un progetto culturale di land art concettuale presentato nell'agosto 2014 dall'artista scozzese Katie Paterson e supportato dalla città di Oslo. Prevede la realizzazione di una biblioteca composta di 100 opere inedite, offerte una all'anno a partire dal 2014 da altrettanti autori di diversa nazionalità, età, genere letterario, selezionati "per il loro eccezionale contributo alla letteratura e alla poesia e per la capacità delle loro opere di catturare l'immaginazione di questa e delle generazioni future". Mille abeti rossi piantati nello stesso anno nella foresta di Nordmarka, alla periferia della capitale norvegese, forniranno la materia prima per stampare questi manoscritti, che verranno pubblicati e resi disponibili solo nel 2114, 100 anni dopo l'avvio dell'iniziativa.

## Progetto
Il progetto unisce idealmente l'istanza di tutela e di preservazione della natura - per un secolo quella parte di foresta non potrà essere toccata - con il messaggio di speranza assegnato alla letteratura e al libro: secondo lo scrittore britannico David Mitchell, che nel 2016 ha contribuito con una sua opera inedita, "il progetto è un voto di fiducia che, nonostante le ombre catastrofiche sotto cui viviamo, il futuro sarà ancora un luogo luminoso disposto e in grado di completare un'attività artistica iniziata da persone morte da un secolo fa". La scrittrice Margaret Atwood, prima collaboratrice del progetto, ha paragonato la "Biblioteca del futuro" ad un messaggio lasciato in una bottiglia, e a una sorta di fiaba della Bella addormentata: "i testi dormiranno per 100 anni e poi si sveglieranno, torneranno in vita".
Secondo la sua ideatrice, Katie Paterson, il progetto coinvolge l'ecologia, "l'interconnessione delle cose, coloro che sono in vita e quelli che devono ancora venire", mettendo in discussione l'attuale tendenza a concentrarsi su intervalli di tempo circoscritti: è una riflessione sulla memoria e sulla nozione del tempo, e un ponte gettato fra generazioni. È rivolta ai lettori e agli autori del futuro, ma si fonda, a partire dal presente, sul coinvolgimento di un folto gruppo di persone impegnate nel progetto: dalla Municipalità di Oslo e dai forestali che sovraintendono alla crescita degli alberi, ai bibliotecari e gli informatici che si occupano della conservazione delle copie manoscritte e dei file digitali, agli organizzatori della cerimonia, agli sponsor.
Un'altra questione che il progetto solleva è quello della leggibilità delle lingue nel futuro: il manoscritto di Sjón è scritto in islandese, una lingua di cui non è possibile prevedere l'evoluzione, se non addirittura l'esistenza - nei prossimi cento anni. La stessa Atwood ha affermato di ritenere che i lettori nel 2114 per leggere i libri della Biblioteca del futuro probabilmente avranno bisogno di un "paleo-antropologo".
I manoscritti saranno chiusi in scatole ermetiche e conservati in una sala appositamente progettata (Silent Room), una sorta di capsula del tempo collocata presso la nuova sede della Biblioteca pubblica di Deichmanske, in via di costruzione a Bjørvika. Il Guardian ha definito questo progetto "la biblioteca più segreta del mondo". La "stanza silenziosa", con vista sulla foresta, verrà costruita utilizzando il legno proveniente dagli alberi originari, abbattuti per far posto agli alberi piantati per il progetto. Katie Paterson ha lavorato con il team di architetti per progettare questa parte della nuova biblioteca pubblica. 
Per sostenere il progetto sono stati messi in vendita presso alcune gallerie (Ingleby Gallery a Edimburgo, James Cohan Gallery a New York, Parafin a Londra) mille stampe su carta fatta a mano, raffiguranti una sezione trasversale di un albero raffigurante 100 anelli che simboleggiano i libri che faranno parte della biblioteca e il tempo di realizzazione del progetto.

## Contributori
Gli autori che partecipano al progetto - scelti da una giuria di esperti e dall'artista ideatrice del progetto - possono scrivere qualunque contenuto, in qualunque forma (poesia, racconto, romanzo o saggio), lingua e lunghezza del testo. L'identità di ciascun autore viene comunicata ogni anno verso ottobre; i manoscritti entrano a far parte della collezione la primavera successiva durante una "cerimonia di consegna" pubblica nella foresta in cui vengono fatti crescere gli alberi, destinati a fornire la carta con cui verranno stampati i futuri libri. Gli attuali collaboratori della collezione sono:
- 2014 – Margaret Atwood, Scribbler Moon, consegnato il 27 maggio 2015.[14]
- 2015 – David Mitchell, From Me Flows What You Call Time, consegnato il 28 maggio 2016.[15]
- 2016 – Sjón, As My Brow Brushes On The Tunics Of Angels or The Drop Tower, the Roller Coaster, the Whirling Cups and other Instruments of Worship from the Post-Industrial Age, consegnato il 2 giugno 2017.[16][17]
- 2017 – Elif Shafak, The Last Taboo, consegnato il 2 giugno 2018.[18][19]
- 2018 – Han Kang, Dear Son, My Beloved, consegnato il 25 maggio 2019.[20]
- 2019 – Karl Ove Knausgård[21], Blind Book, consegnato il 12 giugno 2022.
- 2020 – Ocean Vuong[22], King Philip, consegnato il 21 maggio 2023.
- 2021 – Tsitsi Dangarembga[23], Narini and Her Donkey, consegnato il 12 giugno 2022.
- 2022 – Judith Schalansky[24], Fluff and Splinters: A Chronicle, consegnato il 21 maggio 2023.
- 2023 – Valeria Luiselli[25], The Force of Resonance, consegnato il 26 maggio 2024.
- 2024 – Tommy Orange[26]
- 2025 – Amitav Ghosh[27]

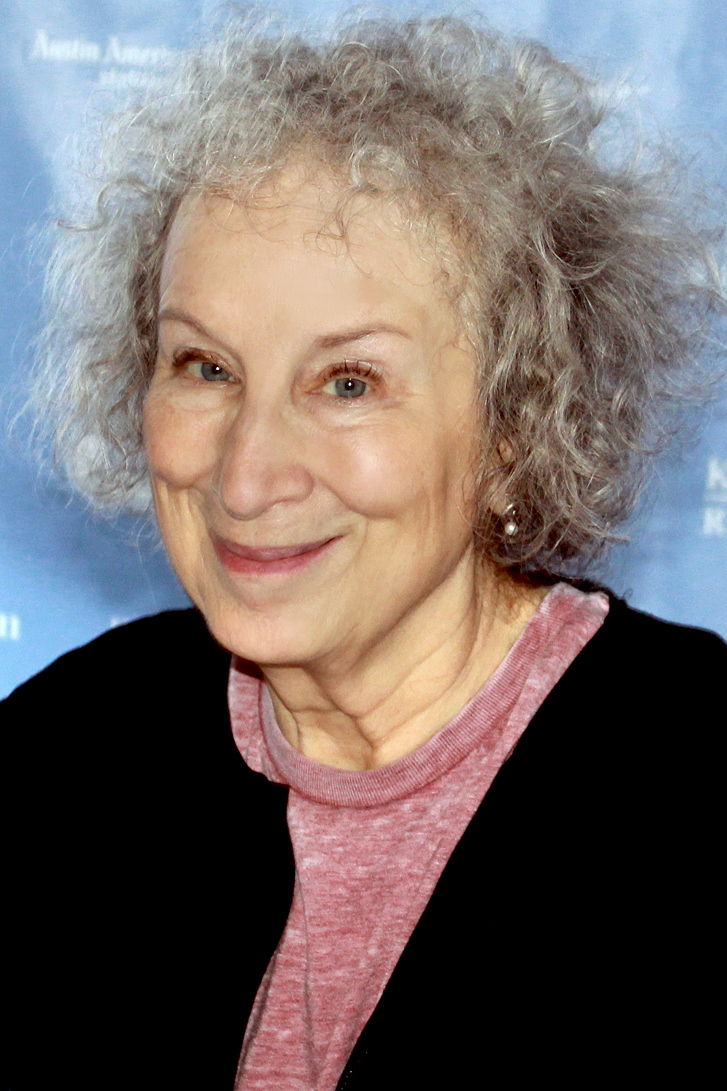
Margaret Atwood
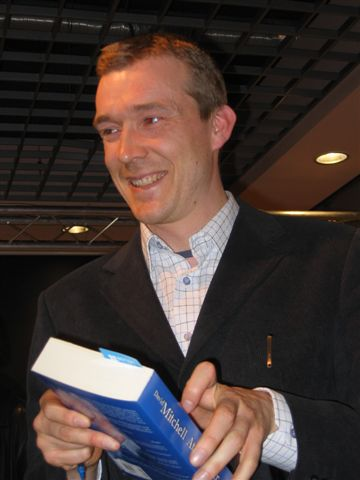
David Mitchell
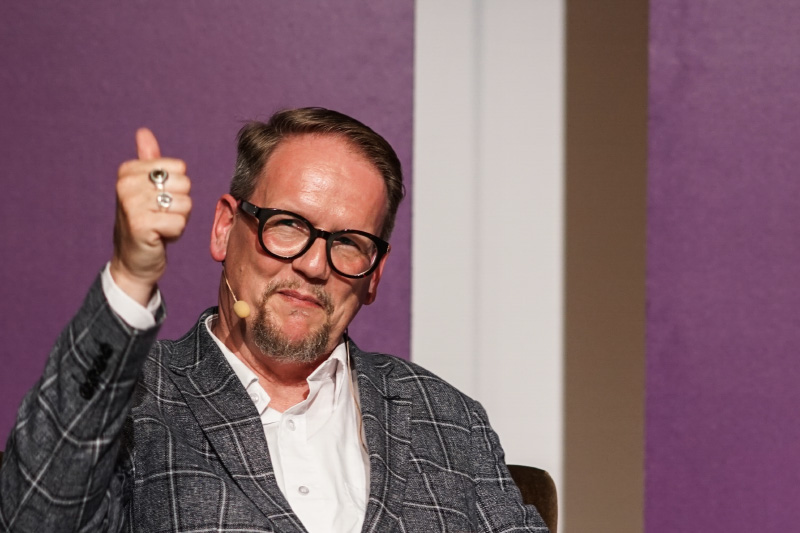
Sjon
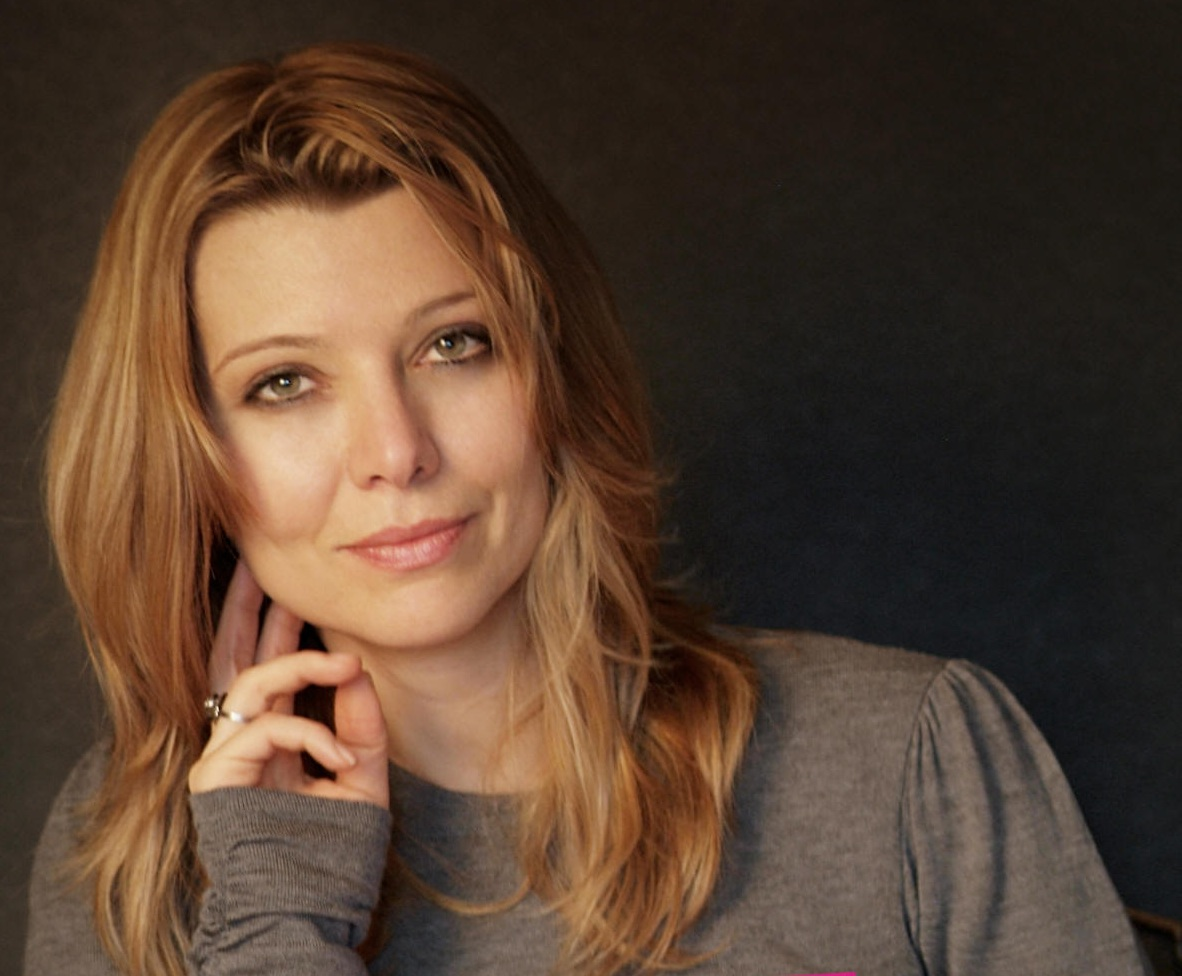
Elif Shafak
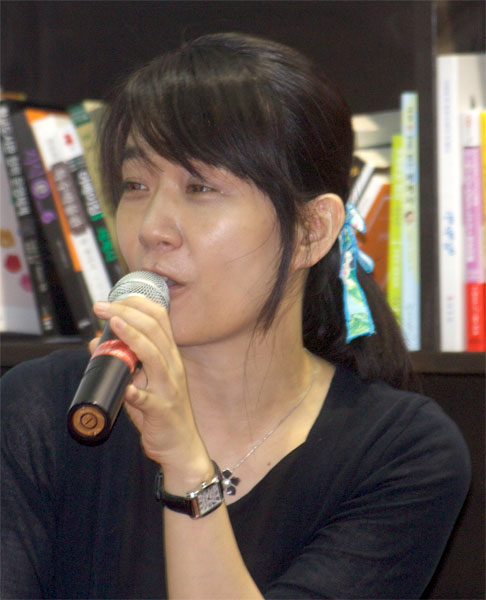
Han Kang

## Curiosità
Il titolo del libro di David Mitchell, From Me Flows What You Call Time, è anche quello di un brano musicale del compositore giapponese Toru Takemitsu, a sua volta tratto dal verso di una poesia di Makoto Ooka (Clear Blue Water), un poeta giapponese amico del musicista. In un'intervista Mitchell si è lasciato sfuggire di aver citato nel libro una canzone dei Beatles, Here comes The Sun.
Margaret Atwood ha consegnato il suo libro in una scatola da archivio grigia avvolta in un nastro viola; David Mitchell in una scatola di legno di noce. Han Kang ha consegnato il suo manoscritto dopo averlo trascinato lungo il sentiero che conduce al luogo deputato, avvolto in un panno bianco cerimoniale, come si usa nei riti sudcoreani che accompagnano la nascita e la morte. Ha spiegato questo gesto affermando di voler simboleggiare il matrimonio fra il suo libro e la foresta, un funerale da cui si attende una rinascita, una ninna nanna per un sonno lungo un secolo.